# Üzbegisztán a 2013-as úszó-világbajnokságon
Üzbegisztán 23 sportolóval vett részt a 2013-as úszó-világbajnokságon, akik három sportágban indultak.

## Úszás
Férfi
| Versenyző          | Verseny                 | Selejtező | Selejtező | Elődöntő          | Elődöntő          | Döntő             | Döntő             |
| Versenyző          | Verseny                 | Idő       | Helyezés  | Idő               | Helyezés          | Idő               | Helyezés          |
| ------------------ | ----------------------- | --------- | --------- | ----------------- | ----------------- | ----------------- | ----------------- |
| Danil Bukin        | 100 méteres hátúszás    | 56.63     | 32        | Nem jutott tovább | Nem jutott tovább | Nem jutott tovább | Nem jutott tovább |
| Danil Bukin        | 200 méteres hátúszás    | DSQ       | DSQ       | Nem jutott tovább | Nem jutott tovább | Nem jutott tovább | Nem jutott tovább |
| Aleksey Derlyugov  | 200 méteres vegyesúszás | 2:02.79   | 32        | Nem jutott tovább | Nem jutott tovább | Nem jutott tovább | Nem jutott tovább |
| Vladislav Mustafin | 50 méteres mellúszás    | 28.97     | 49        | Nem jutott tovább | Nem jutott tovább | Nem jutott tovább | Nem jutott tovább |
| Vladislav Mustafin | 100 méteres mellúszás   | 1:03.76   | 51        | Nem jutott tovább | Nem jutott tovább | Nem jutott tovább | Nem jutott tovább |

Női
| Versenyző         | Verseny                 | Selejtező | Selejtező | Elődöntő          | Elődöntő          | Döntő             | Döntő             |
| Versenyző         | Verseny                 | Idő       | Helyezés  | Idő               | Helyezés          | Idő               | Helyezés          |
| ----------------- | ----------------------- | --------- | --------- | ----------------- | ----------------- | ----------------- | ----------------- |
| Ranohon Amanova   | 200 méteres vegyesúszás | 2:18.60   | 35        | Nem jutott tovább | Nem jutott tovább | Nem jutott tovább | Nem jutott tovább |
| Ranohon Amanova   | 400 méteres vegyesúszás | DNS       | DNS       |                   |                   | Nem jutott tovább | Nem jutott tovább |
| Yulduz Kuchkarova | 50 méteres hátúszás     | 29.84     | 37        | Nem jutott tovább | Nem jutott tovább | Nem jutott tovább | Nem jutott tovább |
| Yulduz Kuchkarova | 100 méteres hátúszás    | 1:03.54   | 35        | Nem jutott tovább | Nem jutott tovább | Nem jutott tovább | Nem jutott tovább |

## Szinkronúszás
| Versenyző(k)                                  | Verseny              | Selejtező | Selejtező | Döntő               | Döntő               |
| Versenyző(k)                                  | Verseny              | Pont      | Helyezés  | Pont                | Helyezés            |
| --------------------------------------------- | -------------------- | --------- | --------- | ------------------- | ------------------- |
| Anastasiya Ruzmetsova                         | Egyéni rövid program | 74.000    | 25        | Nem jutott tovább   | Nem jutott tovább   |
| Yuliya Kim Anastasiya Ruzmetsova              | Páros szabad program | 71.250    | 28        | Nem jutottak tovább | Nem jutottak tovább |
| Anastasiya Ruzmetsova Anastasia Zdraykovskaya | Páros rövid program  | 72.100    | 21        | Nem jutottak tovább | Nem jutottak tovább |

## Vízilabda

### Női
Csapattagok
- Elena Dukhanova
- Diana Dadabaeva
- Aleksandra Sarancha
- Angelina Djumalieva
- Evgeniya Ivanova
- Ekaterina Morozova
- Natalya Plyusova
- Anna Shcheglova
- Ramilya Halikova
- Adelina Zinurova
- Guzelya Hamitova
- Anna Plyusova
- Natalya Shlyonskaya

#### A csoport
| Csapat        | M | Gy | D | V | G+ | G- | Gk  | P |
| ------------- | - | -- | - | - | -- | -- | --- | - |
| Oroszország   | 3 | 2  | 1 | 0 | 41 | 24 | +17 | 5 |
| Spanyolország | 3 | 2  | 0 | 1 | 40 | 23 | +17 | 4 |
| Hollandia     | 3 | 1  | 1 | 1 | 54 | 29 | +25 | 3 |
| Üzbegisztán   | 3 | 0  | 0 | 3 | 13 | 72 | −59 | 0 |

| 2013. július 21. 9:30 | Oroszország          | 22–6        | Üzbegisztán     | Piscines Bernat Picornell, Barcelona Nézőszám: 225 Játékvezetők: Terepenka (CAN), Makita (JPN) |
| 2013. július 21. 9:30 | (5–1, 6–1, 5–2, 6–2) |             |                 | Piscines Bernat Picornell, Barcelona Nézőszám: 225 Játékvezetők: Terepenka (CAN), Makita (JPN) |
| 2013. július 21. 9:30 | Prokofjeva 6         | Jegyzőkönyv | három játékos 2 | Piscines Bernat Picornell, Barcelona Nézőszám: 225 Játékvezetők: Terepenka (CAN), Makita (JPN) |

| 2013. július 23. 20:10 | Üzbegisztán          | 3–30        | Hollandia  | Piscines Bernat Picornell, Barcelona Nézőszám: 500 Játékvezetők: Makita (JPN), Moller (ARG) |
| 2013. július 23. 20:10 | (1–7, 0–9, 1–6, 1–8) |             |            | Piscines Bernat Picornell, Barcelona Nézőszám: 500 Játékvezetők: Makita (JPN), Moller (ARG) |
| 2013. július 23. 20:10 | három játékos 1      | Jegyzőkönyv | Klaassen 6 | Piscines Bernat Picornell, Barcelona Nézőszám: 500 Játékvezetők: Makita (JPN), Moller (ARG) |

| 2013. július 25. 21:30 | Spanyolország        | 20–4        | Üzbegisztán          | Piscines Bernat Picornell, Barcelona Nézőszám: 800 Játékvezetők: Vogel (HUN), Drury (USA) |
| 2013. július 25. 21:30 | (8–1, 3–0, 6–0, 3–3) |             |                      | Piscines Bernat Picornell, Barcelona Nézőszám: 800 Játékvezetők: Vogel (HUN), Drury (USA) |
| 2013. július 25. 21:30 | Blas 6               | Jegyzőkönyv | Plyusova, Halikova 2 | Piscines Bernat Picornell, Barcelona Nézőszám: 800 Játékvezetők: Vogel (HUN), Drury (USA) |

#### Nyolcaddöntők
| 2013. július 27. 10:50 | Ausztrália           | 25–2        | Üzbegisztán | Piscines Bernat Picornell, Barcelona Nézőszám: 100 Játékvezetők: Moller (ARG), Littlejohn (GBR) |
| 2013. július 27. 10:50 | (6–0, 5–1, 5–1, 9–0) |             |             | Piscines Bernat Picornell, Barcelona Nézőszám: 100 Játékvezetők: Moller (ARG), Littlejohn (GBR) |
| 2013. július 27. 10:50 | Buckling 6           | Jegyzőkönyv | Sarancha 2  | Piscines Bernat Picornell, Barcelona Nézőszám: 100 Játékvezetők: Moller (ARG), Littlejohn (GBR) |